# 陽光海岸體育場
陽光海岸體育場是位於澳洲昆士蘭州卡瓦納水域綜合性體育園區。體育場是體育園區的主要場地，園區裡還有7個體育場地。

## 發展
陽光海岸體育場於2007年首次擴建，當時它被贊助名為Stockland公園。
2011年10月29日，冷鏨演唱會於此體育場舉辦，吸引了15,000名觀眾。